# Židovský hřbitov v Moravských Budějovicích
Židovský hřbitov leží asi 2 km na jihozápad od zámku v Moravských Budějovicích a asi 600 m jihovýchodně od hráze rybníka Nový u háje, vlevo při silnicí na Vranín, která pokračuje z Husovy ulice. Hřbitov pochází z roku 1908, první pohřeb byl uskutečněn 11. května 1909 a na dlouhou dobu poslední v roce 1942. Po více než 80 letech se na místním hřbitově v dubnu 2024 konal pohřeb paní Heleny Krouské.
Součástí hřbitova je obřadní síň, ta je výrazně červenobíle omítnuta. V budově je obřadní místnost s pozůstatky výmalby židovské hvězdy a márnice. Celkem je na hřbitově 49 náhrobků, které připomínají obyvatele z Moravských Budějovic, Jaroměřic nad Rokytnou, Hostimi nebo Blížkovic.
Na severu areálu stojí obřadní síň, vedle stojící hrobnický domek je stále obýván. Josef Bacílek s rodinou se do domku nastěhoval kolem roku 2008, domek byl postaven v roce 1928.
V obci se také nacházela synagoga, ta však byla zbořena.